# Vegaf
Kutavire Vegaf ali Ugaf je bil faraon Trinajste egipčanske dinastije, znan iz več virov, vključno s stelo, kipi in skarabejem z imenom, ki je morda njegovo.

## Dokazi
Vladar z imenom Kutavire je na Torinskem seznamu kraljev omenjen kot prvi vladar Trinajste dinastije. Nekaj raziskovalcev, predvsem Kim Ryholt, trdi, da je avtor seznama pomešal imeni Kutavire in Sekemre Kutavi Sobekhotep in ga umestil na prvo mesto v Trinajsti dinastiji, čeprav spada na njeno sredino. Ryholt in drugi egiptologi, vključno z Darellom Bakerjem, na prvo mesto v dinastiji postavljajo Sekemreja in ga imajo za sina Amenemheta IV.
Za stelo iz Abidosa iz 4. leta Vegafove vladanja, posvečeno ohranitvi njegove procesijske poti  (Egipčanski muzej JE 35256), ki jo je prisvojil Neferhotep I., Anthony Leahy domneva, da je prvotno pripadala faraonu Vegafu, s čimer se strinja tudi Darell Baker, medtem ko Kim Ryholt domneva, da je verjetneje pripadala Set Meribreju, tudi iz Trinajsta dinastije. 

## Vir
- K.S.B. Ryholt. The Political Situation in Egypt during the Second Intermediate Period, c.1800-1550 BC. Carsten Niebuhr Institute Publications, vol. 20. Copenhagen: Museum Tusculanum Press, 1997.

| Vegaf Trinajsta dinastija  |                                                       |                    |
| Vladarski nazivi           |                                                       |                    |
| Predhodnik: Amenemhet VII. | Faraon Starega Egipta 1794 pr. n. št.–1757 pr. n. št. | Naslednik: Hendžer |